# Coles
Pour les articles homonymes, voir Coles (homonymie).
Coles est une commune de la province d'Ourense en Espagne située dans la communauté autonome de Galice.